# Johan Vibe (digter)
 Der er flere personer med dette navn, se Johan Vibe.
Johan Vibe (født 10. september 1748 på Bragenæs ved Drammen, død marts 1782 i København) var en norskfødt digter, der tilhørte den danske adelsslægt Vibe. Han var en ældre broder til generalkrigskommissær Ditlev Vibe.
Han blev student 1766, vistnok som privatist, og skal have lagt sig noget efter ræsk; en tabt oversættelse af Anakreon roses meget af Knud Lyhne Rahbek, en oversættelse af "Pythagoras' gyldne vers" er endnu bevaret. Vibes liv er meget lidet kendt. En tid var han huslærer på Fåberg præstegård i Gudbrandsdalen hos den senere biskop Ole Irgens, senere møder vi ham i København som en af hovedmændene i Det Norske Selskab, hvor han i dets første tid var sekretær, og som en af dettes digtere. Bekendte er hans to viser: "Den, Skaberen skjænkte en oplyst Forstand" og hans afskedsvise til Det Norske Selskab. De vidne afgjort om talent. Ligesom et par af Wessels brødre modtog Vibe, uvist i hvilket år, en ansættelse som landmåler og fik som sådan beskæftigelse i Fyn. I 1778 blev han kammersekretær, og i samme år opførtes på Det Kongelige Teater hans skuespil De nysgjerrige Mandfolk, der, efter Overskous vudering, skal have været fremkaldt ved enkedronning Juliane Maries ønske om en pendant til De nysgjerrige Fruentimmer. Stykket, der ansås for at have sine gode egenskaber, blev først trykt efter forfatterens død. Vibe døde allerede i sit 34. år. Efter traditionen skal han have været en elskværdig kammerat, men tillige have ført et letsindigt liv; hans viser tyde på et vist tungsind midt under lystigheden. Et par af hans norske frænder i det nittende århundrede have røbet et vistnok med ham nær beslægtet talent. Længe efter Vibes død fremkom en beretning om, at han havde været privatsekretær hos Ove Høegh-Guldberg. Dette tør være såre tvivlsomt; det er lidet sandsynligt, at Guldberg, om han for øvrigt har holdt privatsekretær, dertil skulle have valgt en ung nordmand, hvis hele personlighed og åndsretning var så grundig forskellig fra hans egen som Vibes. Anekdoten om, at slutstrofen af den nævnte sang "Den, Skaberen" osv. oprindelig skulle have været improviseret under en samtale med Guldberg, er også alt andet end sandsynlig.